# Roseway
Le Roseway est une goélette, à coque bois, construite en 1925 dans le comté d'Essex dans le Massachusetts.
Il est basé à Camden et appartient au World Ocean School.
Il est répertorié en tant que National Historic Landmarkdepuis 1997.

## Histoire
Il a été construit en 1925 au chantier naval de John F. James & Son dans le comté d'Essex Massachusetts pour Harold Hathaway de Taunton. C'était un yacht de pêche pouvant rivaliser avec les canadiens dans les courses de l'International Fisherman's Races.
En 1941 le Roseway a été acheté par la Boston Pilots Association, pour servir de bateau-pilote au port de Boston où il servira durant 32 ans.
À la suite de l'attaque de Pearl Harbor il est réquisitionné pour servir dans la réserve de l'US Coast Guard. Il est immatriculé CGR 812 comme navire de patrouille et armé d'une mitrailleuse sur le pont.
Après la Seconde Guerre mondiale le Roseway reprend son service de bateau-pilote. Il sera mis en retraite en 1971, devenant ainsi le dernier schooner-pilote des États-Unis.
En 1972, il est vendu à des hommes d'affaires de Boston, et converti en voilier-charter pour le tourisme. Il changera plusieurs fois de propriétaire opérant dans le Maine et les îles Vierges américaines avant d'être racheté par les capitaines J. Sharp et O. Young qui le ramène à Camden.
En 1997 il est inscrit au National Historic Landmark et reste au port de Rockland avant d'être racheté par la First National Bank de Damariscotta qui en fait don en 2002 à l'association World Ocean School.
Il subit deux ans de restauration à Boothbay Harbor dans le comté de Lincoln et renavigue dès 2005 en devenant le navire-école de cette association qui offre divers programmes éducatifs sur Sainte-Croix et la côte nord-est des États-Unis.
Le Roseway participe aux divers Tall Ships' Races comme les célébrations du bicentenaire à New York et Boston en 1976, la grande parade de bateaux à la célébration de la statue de la Liberté en 1986, etc. 
Il fait escale, chaque année, au Mystic Seaport dans le Connecticut.